# 1964 v športu
1964 v športu.
Olimpijsko leto. Poletne OI so se odvile v Tokiju, Japonska, zimske OI pa v  Innsbrucku, Avstrija.

## Avto - moto šport
- Formula 1: John Surtees, Združeno kraljestvo, Ferrari, je slavil z dvema zmagama in 40 točkami, konstruktorski naslov je šel prav tako v roke moštva Ferrari z osvojenimi 45 točkami
- 500 milj Indianapolisa: slavil je A.J. Foyt, ZDA, z bolidom Watson/Offenhauser, za moštvo Ansted-Thompson Racing[1]

## Kolesarstvo
- Tour de France 1964: Jacques Anquetil, Francija
- Giro d'Italia: Jacques Anquetil, Francija

## Košarka
- Pokal evropskih prvakov: Real Madrid
- NBA: Boston Celtics slavijo s 4 proti 1 v zmagah nad San Francisco Warriors[2]
- Olimpijske igre, moški - ZDA so osvojile zlato pred srebrno Sovjetsko Zvezo, bron je šel v Brazilijo[3]

## Nogomet
- Pokal državnih prvakov: Inter Milan je slavil s 3-1 proti Realu[4]
- Evropsko prvenstvo v nogometu - Španija 1964: v finalu je slavila Španija pred Sovjetsko zvezo z rezultatom 2-1, tretja je bila Madžarska[5]

## Smučanje
- Alpsko smučanje: 
  - Alpsko smučanje na Zimskih olimpijskih igrah - Innsbruck 1964: 
    - Moški:
    - Slalom: Josef Stiegler, Avstrija
    - Veleslalom: François Bonlieu, Francija
    - Smuk: Egon Zimmermann, Avstrija
    - Ženske:
    - Slalom: Christine Goitschel, Francija
    - Veleslalom: Marielle Goitschel, Francija
    - Smuk: Christl Haas, Avstrija
- Nordijsko smučanje: 
  - Smučarski skoki na Zimskih olimpijskih igrah - Innsbruck 1964: 
    - Manjša skakalnica: Veikko Kankkonen, Finska
    - Večja skakalnica: Toralf Engan, Norveška

## Tenis
- Moški: 
  - Odprto prvenstvo Avstralije: Roy Emerson, Avstralija[6]
  - Odprto prvenstvo Anglije - Wimbledon: Roy Emerson, Avstralija[7]
- Ženske: 
  - Odprto prvenstvo Avstralije: Margaret Court, Avstralija[8]
  - Odprto prvenstvo Anglije - Wimbledon: Maria Bueno, Brazilija[9]
- Davisov pokal: Avstralija slavi s 3-2 nad ZDA[10]

## Hokej na ledu
- NHL - Stanleyjev pokal: Toronto Maple Leafs slavijo s 4 proti 3 v zmagah nad Detroit Red Wings
- Olimpijske igre: 1. Sovjetska zveza, 2. Švedska, 3. Češkoslovaška

## Rojstva
- 14. januar: Sergej Nemčinov, ruski hokejist
- 22. januar: Catherine Quittet-Boyer, francoska alpska smučarka
- 24. januar: Carole Hélène Merle-Pellet, francoska alpska smučarka
- 29. januar: Ed Kastelic, kanadsko-slovenski hokejist
- 14. februar: Sigrid Wolf, avstrijska alpska smučarka
- 16. februar: Bebeto, brazilski nogometaš
- 20. februar: Christian Ruuttu, finski hokejist
- 22. februar: Magnus Wislander, švedski rokometaš
- 22. februar: Gigi Fernández, portoriško-ameriška tenisačica
- 27. februar: Marjan Gorenc, slovenski hokejist
- 29. februar: Ola Lindgren, švedski rokometaš in trener
- 11. marec: Raimo Helminen, finski hokejist
- 19. marec: Nicola Larini, italijanski dirkač Formule 1
- 24. marec: Monika Hess-Wicki, švicarska alpska smučarka
- 25. marec: Christine von Grünigen, švicarska alpska smučarka
- 26. marec: Staffan Olsson, švedski rokometaš
- 26. marec: Ulf Samuelsson, švedski hokejist
- 21. april: Ljudmila Narožilenko-Engquist, rusko-švedska atletinja
- 13. maj: Bedřich Ščerban, češki hokejist
- 18. maj: Igor Beribak, slovenski hokejist
- 18. maj: Andrej Zujev, ruski hokejist
- 21. maj: Tommy Albelin, švedski hokejist
- 30. maj: Corinne Schmidhauser, švicarska alpska smučarka
- 11. junij: Jean Alesi, francoski dirkač Formule 1
- 15. junij: Pavel Ploc, češkoslovaški smučarski skakalec
- 17. junij: Michael Gross, nemški plavalec
- 25. junij: Johnny Herbert, britanski dirkač Formule 1
- 25. junij: Ernst Vettori, avstrijski smučarski skakalec
- 8. julij: Aleksej Gusarov, ruski hokejist
- 16. julij: Miguel Indurain, španski kolesar
- 21. julij: Jens Weißflog, nemški smučarski skakalec
- 28. julij: Karin Buder, avstrijska alpska smučarka
- 30. julij: Jürgen Klinsmann, nemški nogometaš in trener
- 22. avgust: Mats Wilander, švedski tenisač
- 24. avgust: Darjan Petrič, slovenski plavalec
- 1. september: Brian Bellows, kanadski hokejist
- 4. september: Tomas Sandström, švedski hokejist
- 14. september: Paoletta »Paola« Magoni-Sforza, italijanska alpska smučarka
- 22. oktober: Dražen Petrović, hrvaški košarkar († 1993)
- 31. oktober: Marco van Basten, nizozemski nogometaš
- 12. november: Thomas Berthold, nemški nogometaš
- 19. november: Beatrice Gafner, švicarska alpska smučarka
- 26. november: Vreni Schneider, švicarska alpska smučarka
- 27. november: Roberto Mancini, italijanski nogometaš in nogometni trener
- 28. november: Armin Bittner, nemški alpski smučar
- 1. december: Salvatore Schillaci, italijanski nogometaš
- 16. december: Heike Drechsler, nemška atletinja
- 17. december: František »Frank« Musil, češki hokejist
- 19. december: Arvydas Sabonis, litovski košarkar

## Smrti
- 7. januar: Reg Parnell, britanski dirkač Formule 1 (* 1911)
- 19. januar: Firmin Lambot, belgijski kolesar (* 1886)
- 7. februar: Lillian Copeland, ameriška atletinja (* 1904)
- 16. februar: Catherine Marie Blanche »Kate« Gillou-Fenwick, francoska tenisačica (* 1887)
- 12. april: Barbara-Maria »Barbi« Henneberger, nemška alpska smučarka (* 1940)
- 30. maj: Eddie Sachs, ameriški dirkač  (* 1927)
- 1. avgust: Clarence "Taffy" Abel, ameriški hokejist (* 1900)
- 5. avgust: Arthur »Art« Ross, kanadski hokejist, trener in sodnik (* 1886)
- 27. september: Mildred »Babe« Didrikson Zaharias, ameriška atletinja (* 1911)
- 1. oktober: Gordon Fraser, kanadski hokejist (* 1902)
- 26. oktober: Mickey Ion, kanadski hokejski sodnik (* 1886)
- 6. november: Gottfried »Göpf« Kottmann, švicarski veslač (* 1932)
- 13. december: Dorothy Green, ameriška tenisačica (* 1897)
- 21. december: Reinhold Trampler, avstrijski sabljač (* 1877)